# NAVレコード
株式会社NAVレコード（エヌエーブイレコード、英語: NAV Records Co., Ltd.）は、かつて存在した日本のレコード会社、およびレコードレーベルである。映像・音楽ソフトメーカーのキャニオン・レコード（現：ポニーキャニオン）傘下企業だった。会社解散後は同社のレコードレーベルの一つとなり、1970年代から1980年代初頭まで活動した。

## 略歴・概要

### 企業
1973年 - 1980年
1973年（昭和48年）11月に発足した。NAVとは「Nippon Audio Video」の略称である。
1980年9月5日、キャニオン・レコードに吸収合併され、同社の社内レーベルとして機能される。 
1974年（昭和49年）2月25日、第1回発売作品として進藤典子『恋のイブニングタイム』を発売。以降、1980年（昭和55年）の会社組織終了まで、それまで他に類例を見ないアイドル歌謡曲専門レーベルとして、木之内みどり、岡田奈々、石川ひとみ、三木聖子ら、多くのアイドル歌手を輩出した。
既存レーベルであったキャニオン・レコードにもアイドルは所属していたが、総じて実績は芳しくなく、そのジャンルでは先行のCBS・ソニー（現：ソニー・ミュージックレーベルズ）やビクター音楽産業（現：ビクターエンタテインメント〈二代目法人〉）に遅れをとっていた。その対抗策として設立されたが、結果的にヒットを生み出せず、1980年9月5日、最後のシングル石川ひとみ 『秋が燃える』を発売、約8年で法人としてのNAVレコードは解散となった。

### レーベル
1980年 - 1989年
会社組織終了以降も「NAVレコード」の名はキャニオン・レコードのレーベルの一つとして継続され、1981年（昭和56年）には林紀恵が同レーベルからデビュー。専用のレコード内袋とジャケットへのロゴ使用は、キャニオンが組織変更してPCマークに変更される1982年（昭和57年）10月まで使用された。レコード盤面に貼られるレーベルについては、レコードの生産が一旦終了した1989年（平成元年）まで専用のものが使用された。本レーベル最大のヒット作品は、1980年6月発売の田原俊彦『哀愁でいと』（オリコン最高2位）である。

### 再発売
1990年 -
1990年代以降も活躍した田原俊彦を除けば、1990年代初頭までに木之内みどり、岡田奈々、石川ひとみ、三木聖子の編集盤やオリジナルアルバムの一部が継続会社のポニーキャニオンから発売されたのみで、しかもほとんどの音源が、当初のレコードのみで長らく廃盤だったため、中古盤店では（プレミアに近い）高値で取引されていた。
2001年（平成13年）以降に上記の5アーティストに加え、能瀬慶子、林紀恵のベスト盤が、また2004年（平成16年）には、木之内みどりと岡田奈々の全アルバムをそれぞれ4枚組CD2セットに収めた商品が発売された。
2003年（平成15年）には、会社が解散した1980年9月5日までに発売された全シングル88作品、A／B面全てを収録した3枚組CD3セット『株式会社NAVレコードヒストリー 1-3』が発売された。

## 所属アーティスト
- 進藤典子
- メロディーメーカー
- あきいずみ - ビクター音楽産業から移籍、後にテイチクへ移籍。MAKOTOへ改名。
- 木之内みどり
- 荒川務（→荒川つとむ）
- 小林美樹 - その後テレビ新潟初代アナウンサーとして入局し、フリーアナウンサーに
- 渡辺秀吉
- 岡田奈々 - 後にTDKコア（現：麻布リース）から作品発売。
- 左とん平 - トリオレコード（現：アートユニオン）から移籍。
- 殿ゆたか
- 江口有子
- 三木聖子
- 坂主昭市
- 岸本加世子 - バップへ移籍。
- 石川ひとみ - 休養後、日本コロムビア、ビクターエンタテインメント、テイチクエンタテインメントから作品発売。
- リューベン（→リューベン＆カンパニー）
- 能瀬慶子
- 田原俊彦 - ガウス・エンタテインメント（現：徳間ジャパンコミュニケーションズ）を経て、現在はビクターエンタテインメントに在籍。
- 林紀恵

## ディスコグラフィ

### シングル
- NAVレコードが1974年2月25日〜1980年9月5日に発売した全シングル44枚、A・B面88曲のリストである。

| 規格品番 | 発売日   | 歌手                  | A面曲                    | B面曲                        |
| 1974年   | 1974年   | 1974年                | 1974年                   | 1974年                       |
| -------- | -------- | --------------------- | ------------------------ | ---------------------------- |
| NA-1     | 2月25日  | 進藤典子              | 恋のイブニング・タイム   | 下町の空の下                 |
| NA-2     | 3月25日  | メロディーメーカー    | 涙のひとつぶ模様         | 君がいなければ               |
| NA-3     | 4月10日  | あきいずみ            | ヒッチハイク             | 魔法使いの娘                 |
| NA-4     | 5月10日  | 木之内みどり          | めざめ                   | 月夜の出来事                 |
| NA-5     | 6月10日  | 荒川務                | 太陽の日曜日             | しらん顔して                 |
| NA-6     | 8月25日  | メロディーメーカー    | 忘れかけた言葉           | 愛をさがしに                 |
| NA-7     | 7月25日  | 小林美樹              | 人魚の夏                 | 太陽と恋と夢                 |
| NA-8     | 7月25日  | あきいずみ            | バカンス                 | 危機一発                     |
| NA-9     | 9月10日  | 木之内みどり          | あした悪魔になあれ       | その目がこわい               |
| NA-10    | 9月10日  | 荒川務                | はじめての純情           | ふたりの計画                 |
| NA-11    | 10月25日 | 渡辺秀吉              | ぼくはもう一度恋をする   | 星の夜                       |
| NA-12    | 10月10日 | 小林美樹              | 悲しい妖精               | 思春期の感情                 |
| NA-13    | 11月25日 | 荒川務                | 朝も昼も夜も             | 君のいる世界                 |
| 1975年   |          |                       |                          |                              |
| NA-14    | 1月25日  | 木之内みどり          | ほほ染めて               | 誰かが見つめてる             |
| NA-15    | 1月25日  | 渡辺秀吉              | バスが来るまで           | 黄色いスカーフ               |
| NA-16    | 2月10日  | 荒川務                | 僕を許して               | 女ともだち                   |
| NA-17    | 2月25日  | 小林美樹              | 乙女の館                 | 一輪ざし                     |
| NA-18    | 4月25日  | 渡辺秀吉              | 天使のいたずら           | 水色のラブレター             |
| NA-19    | 5月10日  | 岡田奈々              | ひとりごと               | ひとりぼっちの幸福           |
| NA-20    | 5月10日  | 荒川務                | 君の微笑み               | 君の存在                     |
| NA-21    | 5月25日  | 左とん平              | ブスな女                 | 小指のワルツ                 |
| NA-22    | 6月10日  | 小林美樹              | 太陽の誘惑               | 恋にサヨナラ                 |
| NA-23    | 7月25日  | 木之内みどり          | おやすみなさい           | いかないで                   |
| NA-24    | 7月25日  | 荒川務                | ちいさな誤解             | ブラームスは聞かない         |
| NA-25    | 8月25日  | 岡田奈々              | 女学生                   | 放課後                       |
| NA-26    | 9月25日  | 殿ゆたか              | ああ青春                 | 君はもう…?                   |
| NA-27    | 10月25日 | 荒川務                | 僕たちの恋               | 真実の愛                     |
| NA-28    | 12月10日 | 岡田奈々              | くちづけ                 | 青いめまい                   |
| 1976年   |          |                       |                          |                              |
| NA-29    | 1月25日  | 江口有子              | お茶の水あたり           | 小諸の町で                   |
| NA-30    | 2月10日  | 荒川務                | 未成年                   | ひとりにしないで             |
| NA-31    | 2月25日  | 木之内みどり          | 学生通り                 | いじっぱりな私               |
| NA-32    | 3月10日  | 岡田奈々              | 青春の坂道               | 恋はかくれんぼ               |
| NA-33    | 3月25日  | 殿ゆたか              | 柱時計                   | 青春すきま風                 |
| N-1      | 5月25日  | 江口有子              | ふたりの場合             | 緑はるかに                   |
| N-2      | 6月10日  | 岡田奈々              | 若い季節                 | 雨のテレフォン               |
| N-3      | 6月25日  | 三木聖子              | まちぶせ                 | 少しだけ片想い               |
| N-4      | 7月25日  | 荒川務                | リトル・エンジェル       | フライ・フライ・フライ       |
| N-5      | 7月25日  | 木之内みどり          | グッドフィーリング       | 氷イチゴの頃                 |
| N-6      | 9月10日  | 岡田奈々              | 手編みのプレゼント       | 地図のない旅                 |
| N-7      | 10月10日 | 三木聖子              | 恋のスタジアム           | 明日になれば                 |
| N-8      | 11月25日 | 坂主昭市              | 青春日記                 | 僕の部屋中君だらけ           |
| N-9      | 11月25日 | 木之内みどり          | 東京メルヘン             | ゆめまくら                   |
| N-10     | 12月21日 | 岡田奈々              | かざらない青春           | プリーズ・プリーズ           |
| 1977年   |          |                       |                          |                              |
| N-11     | 1月25日  | 三木聖子              | 三枚の写真               | 哀しみ専科                   |
| N-12     | 2月25日  | 江口有子              | 恋のリズムボックス       | とってもいい男               |
| N-13     | 4月10日  | 岡田奈々              | そよ風と私               | 二人乗りのしのび逢い         |
| N-14     | 4月25日  | 木之内みどり          | ジュ・テーム             | ヨーヨー                     |
| N-15     | 5月25日  | 殿ゆたか              | たしか今頃、同じ頃       | 一番風ん中                   |
| N-16     | 5月25日  | 坂主昭市              | おないどし               | 机の中の青い空               |
| N-17     | 7月10日  | 岸本加世子            | 北風よ                   | 初恋の足音                   |
| N-18     | 7月10日  | 岡田奈々              | らぶ・すてっぷ・じゃんぷ | 海のシンフォニー             |
| N-19     | 8月25日  | 荒川つとむ            | 青春前期                 | 九月物語                     |
| N-20     | 8月10日  | 木之内みどり          | イマージュ               | 色づく夜に                   |
| N-21     | 9月25日  | 岡田奈々              | 求愛専科                 | さよならは知らない           |
| N-22     | 10月25日 | 木之内みどり          | 走れ風のように           | 愛に肩寄せて                 |
| N-23     | 11月25日 | 岸本加世子            | 裸の花嫁                 | 悲しみの街角                 |
| N-25     | 12月21日 | 荒川つとむ            | ふたりの絆               | 青春の時間割                 |
| 1978年   |          |                       |                          |                              |
| N-24     | 2月10日  | 岡田奈々              | バイバイ・ララバイ       | 愛って何ですか               |
| N-26     | 2月25日  | 木之内みどり          | 横浜いれぶん             | 悪魔になれない               |
| N-27     | 4月25日  | 岡田奈々              | だめですか               | オー・ビューティフル・ラヴ   |
| N-28     | 5月25日  | 荒川つとむ            | さよなら一部始終         | あなたに魅せられ空まわり     |
| N-29     | 5月25日  | 石川ひとみ            | 右向け右                 | ピピッと第六感               |
| N-30     | 6月25日  | 木之内みどり          | 無鉄砲                   | ひと夏の兄妹                 |
| N-31     | 8月10日  | リューベン            | 薔薇の嵐                 | ロリポップ・ベイビー         |
| N-32     | 9月5日   | 石川ひとみ            | くるみ割り人形           | タイトロープ                 |
| N-33     | 9月21日  | 岡田奈々              | 湘南海岸通り             | フラッシュ・バック           |
| N-34     | 9月21日  | 木之内みどり          | 一匹狼 (ローン・ウルフ)  | ターン・テーブル             |
| N-35     | 11月5日  | リューベン&カンパニー | ブッシュ・パイロット     | フェアウェル・バースデー     |
| 1979年   |          |                       |                          |                              |
| N-36     | 1月5日   | 能瀬慶子              | アテンション・プリーズ   | フラワー・バス・ステーション |
| N-37     | 1月21日  | 石川ひとみ            | あざやかな微笑           | らぶ・とりーとめんと         |
| N-38     | 1月21日  | リューベン&カンパニー | ドロップ・アウト         | チェンジ                     |
| N-39     | 3月21日  | 岡田奈々              | 賭け                     | バク                         |
| N-40     | 4月5日   | 能瀬慶子              | 裸足でヤング ラブ        | 星空の天使達                 |
| N-41     | 4月21日  | リューベン&カンパニー | 聖少女                   | 貿易風                       |
| N-42     | 4月21日  | 石川ひとみ            | ひとりぼっちのサーカス   | ムーンライト・ドリーム       |
| N-43     | 5月21日  | 荒川つとむ            | 心は横にひび割れて       | ジキル＆ハイド               |
| N-44     | 6月21日  | 石川ひとみ            | プリンプリン物語         | ハッピー・アドベンチャー     |
| N-45     | 6月21日  | リューベン&カンパニー | サンチャゴ・ラヴァー     | SEXY MAKO                    |
| N-46     | 7月5日   | 能瀬慶子              | He Is コットン 100%      | ハートにシャンプー           |
| N-47     | 8月21日  | 石川ひとみ            | ハート通信               | 人の気も知らないで…          |
| N-48     | 9月5日   | 能瀬慶子              | 美少女時代               | おはようNOVEMBER             |
| N-49     | 12月21日 | 石川ひとみ            | ミス・ファイン           | サンシャイン・モーニング     |
| 1980年   |          |                       |                          |                              |
| N-50     | 4月21日  | 石川ひとみ            | オリーブの栞             | 空色のフォトグラフ           |
| N-52     | 5月21日  | 岸本加世子            | あゝ落ちるPART I         | あゝ落ちるPART II            |
| N-53     | 6月21日  | 田原俊彦              | 哀愁でいと               | 君に贈る言葉                 |
| N-54     | 9月5日   | 石川ひとみ            | 秋が燃える               | さよならGood-bye             |
| N-55     | 9月5日   | 荒川つとむ            | 銀河のロマンス           | 悲しき街角                   |